# Пат Конрой
Пат Конрой (на английски: Donald Patrick „Pat“ Conroy е американски писател на съвременни романи и мемоари.

## Биография и творчество
Пат Конрой е роден на 26 октомври 1945 г. в Атланта, Джорджия, САЩ, той е най-големият от седемте деца (пет момчета и две момичета), в семейството на полковника от флота Доналд Конрой и Франсис „Пеги“ Пек. Баща му е пилот на изтребител, поради което семейството се мести, последно в Бофорт, според назначението му, 23 пъти преди Конрой да навърши 18 години. Израстването му в условията на постоянно движение и налагането на „военна“ култура от баща му върху отношенията и възпитанието оказва значително влияние върху живота му, както в положителен, така и по отрицателен начин.
Конрой учи във военното училище „The Citadel“ (Цитаделата) – Военната академия в Чарлстън, Южна Каролина, по настояване на баща си. По-късно преживяванията му там стават основа за две негови най-известни творби – „The Lords of Discipline“ (Господари на дисциплината) и „My Losing Season“ (Моят загубен сезон).
Първата му книга „The Boo“, написана още докато е студент, е колекция от анекдоти за кадетския живот обединени около подполковник Томас Н. Курвоазие, който служи като помощник-началник на кадетите в Цитаделата (1961 – 1968). Същият се появява като героя Томас Берино „Мечката“ в „The Lords of Discipline“. След завършването и Конрой не може да намери издател и той я публикува самостоятелно през 1970 г.
След като се дипломира от Цитаделата, Конрой преподава английски език в Бофорт, Южна Каролина. Там той среща и през 1969 г. Конрой се жени за Барбара Джоунс. Барбара е вдовица на пилот на изтребител, загинал във Виетнам, и има от него две момичета. Заедно имат още една дъщеря. Развеждат се през 1977 г.
След това става преподавател в училището за деца в неравностойно положение „Дофуски“, на остров край бреговете на Южна Каролина. След първата година е уволнен заради своите нетрадиционни практики на преподаване, включително отказа му да се използват телесни наказания на учениците, както и за липсата на уважение към администрацията на училището. За своя опит като учител, за расизма и ужасяващите условия, Конрой написва книгата „The Water Is Wide“. Тя е наградена с хуманитарна награда от Асоциацията национално образование и през 1974 г. е превърната в игрален филм „Conrack“ с участието на Джон Войт. „Hallmark“ прави телевизионна версия на книгата през 2006 г.
След раждането на дъщеря си Конрой се мести в Атланта, където пише и през 1976 г. публикува първия си роман „The Great Santini“. Главният герой на романа е морския пилот на изтребител полковник Бул „Бика“ Мичам, който доминира и тероризира членовете на семейството си. Първообраз за него е собственият му баща. Романът предизвиква много сериозно влошаване на отношенията във фамилията на Конрой, дори довежда до разпад на брака му и брака на родителите му. В крайна сметка обаче книгата променя драстично характера на баща му и те стават много близки. През 1979 г. романът е филмиран със същото име и с участието на Робърт Дювал.
Публикуването на романа „The Lords of Discipline“ през 1980 г. възмущава много от колегите му, възпитаници на Цитаделата, които смятат, че живот в колежа е представен твърде неблагоприятно, като се набляга на военната дисциплина, расизма и сексизма. Този разрив продължава до 2000 г., когато Конрой е награден с почетно звание от колежа и изнася встъпителната годишна реч. Както казва Пат Конрой в романа си „Аз нося пръстен, което означава, че като възпитаник на Цитаделата, имам право да го коментирам“.
През 1981 г. се жени за Ленор Флайшър, която има две деца – Грегъри и Емили. Двамата също имат още една дъщеря – Сузана, която умира по-късно, и на нея посвещава книгата си „My Life in Books“. След брака се местят от Атланта в Рим, където започва да пише следващия си роман. Развеждат се през октомври 1995 г.
През 1986 г. Конрой публикува най-известния и добре познат роман „Принцът на приливите“. Книгата разказва историята на Том Уинго, безработен учител от Южна Каролина, който отива в Ню Йорк, за да помогне на сестра си Савана, която е поетеса със склонност към самоубийство, да се справи с миналото си. Романът е филмиран със същото име през 1991 г., с участието на Ник Нолти и Барбара Стрейзънд.
През 1995 г. излиза романът „Блус в лятна нощ“, в който се разказва за американеца Джак Маккол, живеещ в Рим, който се връща в Южна Каролина, след новината за терминално заболяване на майка му. Историята показва опита му да се изправи срещу последствията от самоубийството на съпругата му и битката за попечителство над дъщеря им, и да постигне възраждането на старите приятелства, компрометирани по време на Виетнамската война.
През 1997 г. Конрой завършва с магистърска степен Университета на Южна Каролина.
През май 1998 г. Конрой се жени за третата си съпруга Касандра Кинг, която е автор на няколко популярни романа. За нея той казва: „Тя пише с удоволствие и радост, а аз седя там в мрака и тъмнината.“
Семейството на Конрой живее във Фрип Айлънд, Южна Каролина и в Сан Франциско. Както винаги, той продължава да пише своите романи с писалка на дълги жълти листове, заобиколен от скъпи спомени.
Документалната му книга „The Pat Conroy Cookbook: Recipes of My Life“ (2004 г.) включва колекция от любими готварски рецепти на Конрой, придружени с истории от живота и израстването му в Южна Каролина.
През 2009 г. Конрой публикува „На юг от Брод Стрийт“, с герой Леополд Кинг, син на кротък учител и властна училищна директорка. Той се бори с демоните, обсебили го след самоубийството на любимия му брат, от които го спасяват приятелите му от последния клас имащи разнообразни съдби и професии. Двайсет години по-късно идва ново изпитание за отношенията им, моралните им принципи и житейски ценности.
Награден е с медал „Thomas Cooper“ през 1995 г. и с наградата „F. Scott Fitzgerald F. Scott Fitzgerald“ през 2005 г., а през 2010 г. с наградата на Южна Каролина за цялостно творчество. Конрой е включен в „Залата на славата“ на Джорджия през 2004 г. и Южна Каролина през 2009 г.
Романите на Конрой неизменно са в списъка на бестселърите на „Ню Йорк Таймс“, преведени са на над 40 езика и са издадени в милиони екземпляри.
На 2 февруари 2002 г. Пат Конрой, Стивън Кинг, Джон Гришам и Питър Строб се събират в кметството на Ню Йорк и записват аудиокнигата „The WaveDancer Benefit“ по откъси от свои произведения. Целта на иницативата е с получените приходи от продажбите да се съберат пари за един от най-разпознаваемите гласове в аудиокнигите, актьора Франк Мюлер, който е претърпял ужасна катастрофа с мотоциклет.
Пат Конрой умира на 4 март 2016 г. от рак на панкреаса.

## Произведения

### Самостоятелни романи
- The Boo (1970)
- The Great Santini (1976)
- The Lords of Discipline (1980)
- The Prince of Tides (1986)
Принцът на приливите, изд. „Плеяда 7“ (1993), прев. Иглика Василева
- Beach Music (1995)
Блус в лятна нощ, изд.: ИК „Обсидиан“, София (1996), прев. Иглика Василева
- South of Broad (2009)
На юг от Брод Стрийт, изд.: ИК „Обсидиан“, София (2009), прев. Иглика Василева

### Документалистика (мемоари)
- The Water Is Wide (1972)
- The Hidden Subculture of Military Brats (предговор към „Military Brats: Legacies of Growing Up Inside the Fortress“) (1992)
- My Losing Season (2002)
- Unrooted Childhoods: Memoirs of Growing up Global (2003)
- The Pat Conroy Cookbook: Recipes of My Life (2004)
- My Life in Books (My Reading Life) (2010)
- The Death of Santini (2013)

### Аудиокниги
- The WaveDancer Benefit, 2002 – в съавторство с Джон Гришам, Стивън Кинг и Питър Строб

### Филмография
- 1974 – Conrack – филм – по романа "The Water Is Wide
- 1979 – The Great Santini – филм – по романа „The Great Santini“
- 1983 – The Lords of Discipline – филм – по романа „The Lords of Discipline“
- 1989 – Unconquered – ТВ филм – сценарист
- 1991 – Принцът на приливите – филм – по романа „The Prince of Tides“
- 2006 – The Water Is Wide – ТВ филм – по романа "The Water Is Wide